# Lephephe
Lephephe – wieś w Botswanie w dystrykcie Kweneng. Według spisu ludności z 2011 roku wieś liczyła 696 mieszkańców.